# John Brazier
John William Brazier (1842–1930) fue un malacólogo australiano.
En 1865,  acompañó a Julius Brenchley en el viaje de H.M.S. Curacoa a la isla de Norfolk, Samoa, Tonga, Fiyi, Nuevas Hébridas, islas Salomón y Nueva Caledonia. Después de recoger conchas de expediciones en Australasia se unió a la expedición de William John Macleay 1875 en el Chevert a Guinea Nueva vía el Arrecife de Barrera Grande. A principios de los 1880, Brazier curó las colecciones concológicas en el Museo australiano y al principio también las colecciones etnológicas, históricas y numismáticas. Por 1891 las colecciones habían crecido tanto que Brazier solo curaba conchas marinas.

## Obra
- Brazier, J. (1870). Descripciones de tres especies nuevas de conchas marinas de la costa australiana. Proc. De la Sociedad Zoológica de Londres 1870:108-110.
- Brazier, J. (1875). Descripciones de diez especies nuevas de conchas de la colección de Señor Charles Coxen, de Brisbane, Queensland. Proc. De la Sociedad Zoológica de Londres 1875: 31-34, pl. 4.
- Brazier, J. (1875). [... Describiendo catorce especies nuevas de terrestre, fluvatile, y conchas marinas de Australia y el Solomon Islas...]. Proc. Linnean Soc. de Gales Del sur Nuevo 1:1-9.
- Brazier, J. (1876). Una lista del Pleurotomidae recogió durante el Chevert Expedición, con la descripción de la especie nueva. Proc. Linnean Soc. de Gales Del sur Nuevo, 1, 151@–162.
- Brazier J. (1877). Descripción de tres especies nuevas de conchas, de Australia y Guinea Nueva.Proc. Linnean Soc. de Gales Del sur Nuevo 2: 25-27 [26]
- Brazier J. (1877). Mollusca Recogió durante el Chevert Expedición. Proc. Linnean Soc. de Gales Del sur Nuevo 2: 55-60.
- Brazier, J. (1877) Pela recogido durante el Chevert Expedición. Proc. Linnean Soc. de Gales Del sur Nuevo, 1, 224@–240.
- Brazier, J. (1877). Continuación del Mollusca del Chevert Expedición, con especie nueva. Proc. Linnean Soc. de Gales Del sur Nuevo. 1: 283-301.
- Brazier, J. (1877). Continuación del Mollusca del Chevert Expedición. [Familiar Littorinidae – Familiar Planaxidae – Familiar Rissoidae]. Proc. Linnean Soc. de Gales Del sur Nuevo 1: 362-368
- Brazier, J. (1878) Continuación del Mollusca del Chevert Expedición. Proc. Linnean Soc. de Gales Del sur Nuevo, 2, 368–369.
- Brazier, J. (1883) Synonymy de australiano y Polynesian Tierra y Marino Mollusca. Proc. Linnean Soc. de Gales Del sur Nuevo. 8: 224–234
- Brazier, J. (1886). Notas en la distribución de Ceratella fusca, Gris. Proc. Linnean Soc. de Gales Del sur Nuevo 21 : 575-577.
- Brazier, J. 1887. Trochidae Y otro genera de Australia Del sur con su synonyms. Trans. y Proc. e Informe de la Sociedad Real de Australia Del sur 9: 116-125.
- Brazier, J. (1889) Notas y comentarios críticos en una donación de conchas envió al museo del Conchological Sociedad de Gran Bretaña e Irlanda. Revista de Conchology, 6, 66@–84.
- Brazier, J. (1891). Descripción de un cono nuevo de Mauricio. Proc. Linnean Soc. de Gales Del sur Nuevo, serie 2, 6:276, pl. 19.
- Brazier, J. (1894). [...Un cono nuevo magnífico, Conus pulcherrimus...]. Proc. Linnean Soc. de Gales Del sur Nuevo, serie 2, 9:187.
- Brazier, J. (1896) Un nuevo genus y tres especies nuevas de Mollusca de Gales Del sur Nuevo, Nuevo Hebrides, y Australia Occidental. Proceedings Del Linnean Sociedad de Gales Del sur Nuevo, 21, 345@–347.
- Brazier, J. (1896)  especie Nueva de cono del Solomon Islas. Proc. Linnean Soc. de Gales Del sur Nuevo, serie 2, 10:471.
- Brazier, J. (1898). Cuatro especies nuevas de Mollusca de Victoria. Proc. Linnean Soc. de Gales Del sur Nuevo 23:271-272.
- Brazier, J. (1898). Conchas marinas nuevas del Solomon Islas y Australia. Proc. Linnean Soc. de Gales Del sur Nuevo 22:779-782.

## Abreviatura (zoología)
La abreviatura Brazier  se emplea para indicar a John Brazier como autoridad en la descripción y taxonomía en zoología.